# Timandra witzi
Timandra witzi là một loài bướm đêm trong họ Geometridae.